# Червневе повстання в Литві
Червневе повстання в Литві (лит. Birželio sukilimas) — короткий період в історії Литви між першою радянською окупацією і окупацією Литви нацистською Німеччиною в кінці червня 1941 року.
Повстання було здебільшого відповіддю на анексію, терор, націоналізацію майна, арешти, депортацію, вбивства, які радянська влада проводила в Литві.

## Передумови
У вересні-жовтні 1939 року радянський уряд домігся від Литви підписання договору про взаємодопомогу, які надали СРСР право на розміщення в країні військових баз. Після вторгнення Червоної армії влітку 1940 року радянська влада змусила литовський уряд піти у відставку. В умовах радянської окупації було створено новий маріонетковий комуністичний уряд та проведено вибори з фальсифікованими результатами. Незабаром, новообрані «народні збори» ухвалили резолюцію з проханням включення Литви до складу Радянського Союзу. У червні 1941 року новий радянський уряд провів масові депортації «ворогів народу».

## Перебіг подій

### Початок Німецько-радянської війни

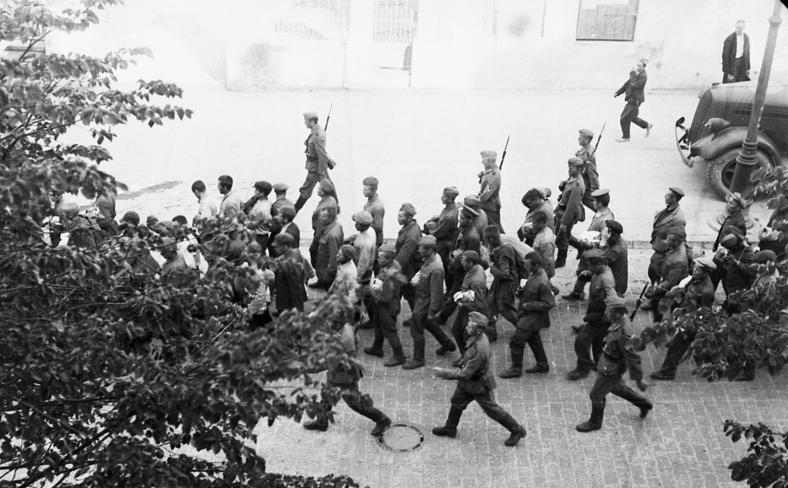
Німецькі солдати супроводжують радянських полонених. Вільнюс, червень 1941 р.

22 червня 1941 року на територію окупованої радянськими військами Литви, увійшли дві німецькі групи армій: група армій «Північ» діяла у західній і північній Литві, група армій «Центр» захопила більшу частину Віленського краю. Німецький наступ розпочався з бомбардування Люфтваффе аеропортів, аеродромів та міст. Основна частина радянських повітряних сил була розбита ще на землі (322 літаки втрачено в повітряних боях, проти 1489 на аеродромах). Німці швидко просувалися вперед, зустрічаючи лише поодинокі осередки спротиву радянських військ біля Кальтіненяя, Расейняя та Шяуляя, а також повсякчас отримуючи допомогу від литовців. Радянська армія, посилена танками, спробувала контратакувати у битві біля Расейняя, проте зазнала нищівної поразки. За тиждень німці оволоділи всією Литвою. Радянські втрати були дуже великими, їх важко було порахувати, за оцінками Червона армія втратила в Литві 12-15 дивізій. Крім того радянські війська залишили противнику велику кількість літаків, танків, артилерії та іншої техніки.

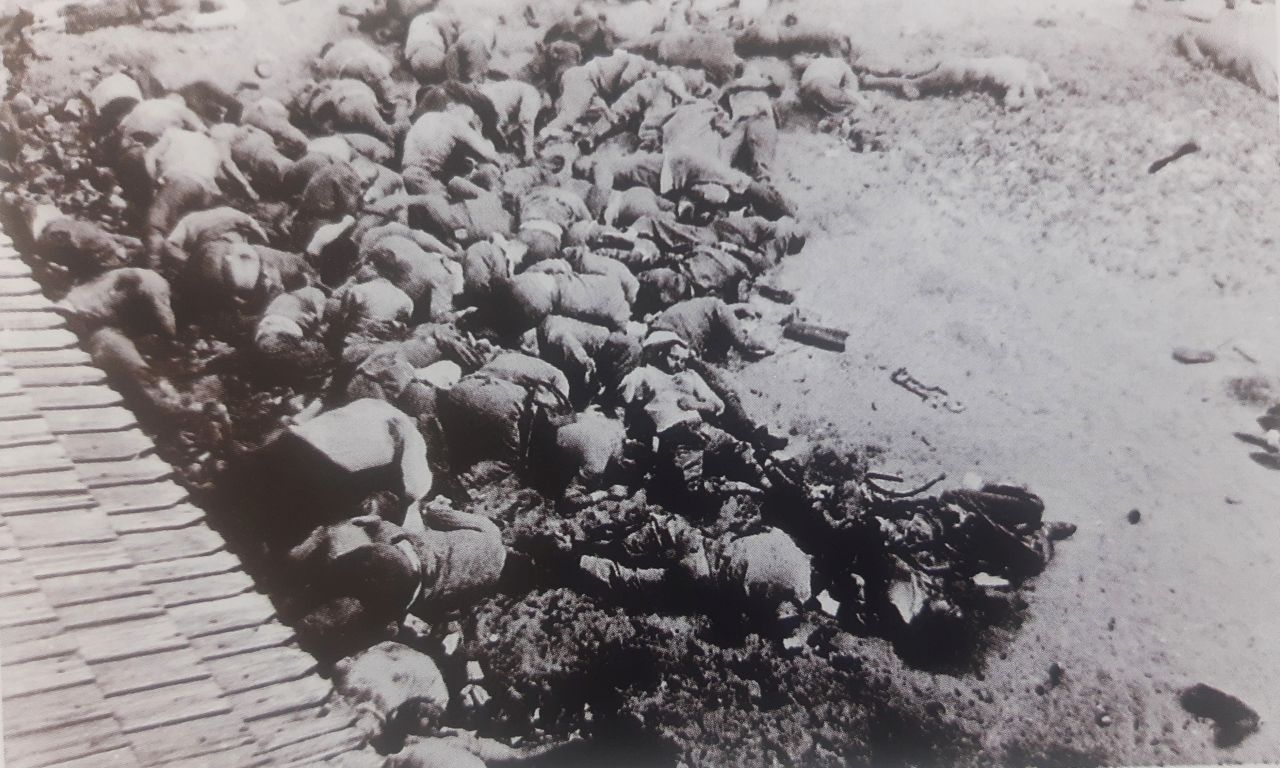
Убиті радянськими каральними органами в'язні та наглядачі Правенішківського табору.

Не зважаючи на дружнє ставлення литовців, німці провели кілька каральних акцій проти місцевого населення. Так, у відповідь на смерть німецьких військових, було страчено 42 жителя села Аблінга. Також, після вбивства в Алітусі невідомими нападниками двох німецьких охоронців, нацисти розстріляли 42 литовських повстанця.
Ще більше жорстокостей було здійснено відступаючою Червоною армією. НКВС влаштувало масові розстріли в'язнів у Правенішкесі, Райняї, Паневежисі. Загалом у Литві було виявлено 40 місць масових вбивств. Багато в'язнів загинуло по дорозі до радянських в'язниць. Наймасовіший такий розстріл литовців, поряд з білорусами і поляками, стався у нині білоруському місті Червень.

### Повстання литовців

#### Каунас
У Каунасі литовський дипломатичний корпус не визнав влади нових окупантів і розпочав дипломатичну визвольну кампанію. Організацію повстання почали 1941 року Казис Шкірпа, Леонас Прапуленіс, Юозас Амбразявічюс та їх послідовники, включно з колишнім командувачем Литовською армією генералом Стасісом Раштікісом.

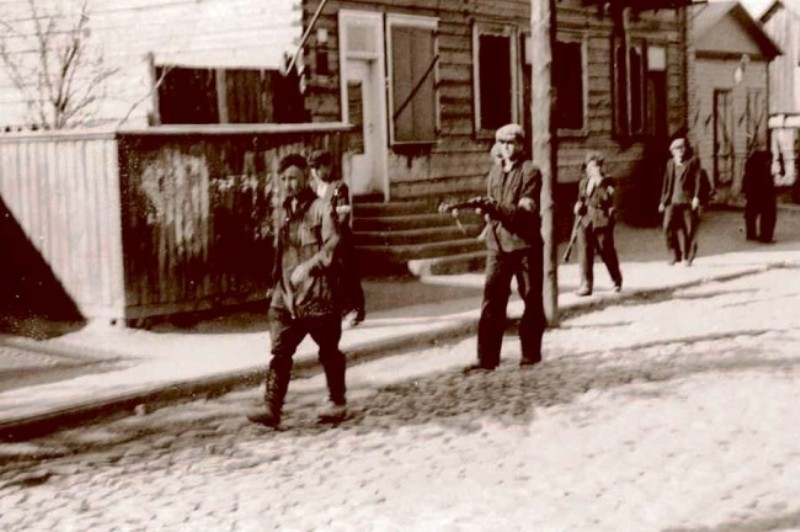
Боєць ФЛА веде полоненого червоноармійського комісара в Каунасі.

Повстання розпочалося рано вранці 22 червня 1941 року у перший день війни. Головні сили Фронту литовських активістів були зосереджені в Каунасі. О 10:00 на Жалякальнісі відбулася зустріч, на якій було поділено зони відповідальності серед керівництва повстанців. Було прийнято рішення не вступати у безпосередні збройні зіткнення з частинами радянської армії, а взяти під контроль литовські міста зсередини, після чого проголосити відновлення незалежності. На вечір 22 червня литовці вже контролювали Президентський палац, пошту, радіо, телефон та телеграф у Каунасі. Вранці 23 червня Леонас Прапуленіс по радіо прочитав декларацію незалежності Литви, а також список членів Тимчасового уряду. Численні дивізіони Червоної армії, що базувались в Литві, а також маріонетковий уряд Литовської РСР були вимушені тікати до Латвійської РСР через Даугаву.

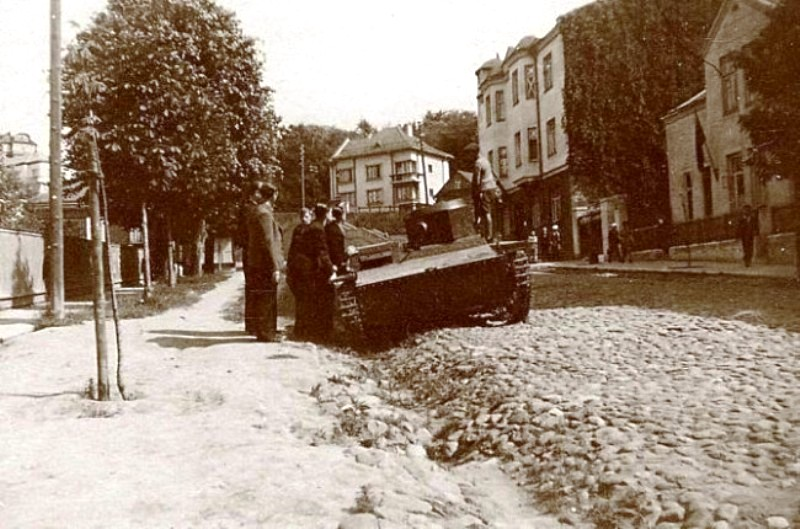
Литовці оглядають захоплений радянський танк Т-38 в Каунасі.

Вранці 23 червня повстанці здійснили напади на радянські склади зброї у Каунасі. Тепер озброєні, литовці розосередилися по містам. Мости на Німані були поспішно підірвані відступаючими радянськими військами. Це змусило частини Червоної армії обходити Каунас, і швидше всього, врятувало життя повстанців у місті. Литовці намагалися завадити радянським військовим форсувати при відступі Німан. В ході бою загинуло близько 100 повстанців. 100 радянських військовослужбовців, включно з декількома офіцерами, було узято в полон, захоплено велику кількість техніки, включаючи танки. Інша група повстанців охороняла міліцейські дільниці, магазини, склади, намагаючись відновити порядок у місті. Литовці поспішно організували власну поліцію і звільнили близько 2,000 політичних в'язнів. Також був організований випуск щоденної газети «Į laisvę» («До свободи»).
24 червня радянські танки, що знаходились в Йонаві, були готові повернути Каунас під контроль Червоної армії. Повстанці по радіо попросили про допомогу у німецькі війська. Танки зазнали бомбардування повітряними силами Німеччини і не змогли оволодіти містом. Це був перший випадок спільних дій німецьких та литовських збройних сил. Перші німецькі розвідники потрапили у Каунас 24 червня і знайшли, що місто знаходиться під контролем дружніх сил. Через день головні німецькі сили без спротиву зайняли місто. 26 червня німецьке військове командування наказало роззброїти та розформувати повстанські групи.

#### Вільнюс
У Вільнюсі діяльність ФЛА була зведена нанівець радянськими арештами якраз перед початком війни, тому повстанці становили лише невелику частину населення міста. Повстання було меншим за масштабом, ніж у Каунасі, і почалося 23 червня. Повстанці захопили відділення міліції, радіо, інші важливі об'єкти, а також підняли литовський прапор над Вежею Гедиміна. Узяти місто під контроль литовським формуванням вдалося відносно легко, адже основна частина радянських військ перебувала за межами Вільнюса і швидко відступала.

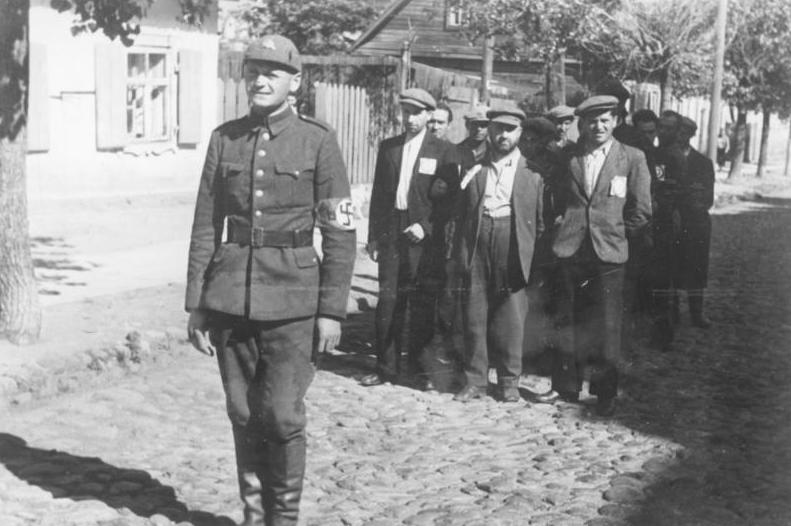
Литовський солдат супроводжує групу євреїв. Вільнюс, липень 1941 р.

Від 7,000 до 8,000 етнічних литовців перебувало у складі 29-го стрілецького корпусу Червоної армії, сформованого після ліквідації литовської армії у 1940 році. Більшість із них дезертирували і почали збиратись у Вільнюсі. 18-та стрілецька дивізія СРСР була однією з перших, хто зустрівся з наступаючою німецькою армією. Скориставшись хаосом серед російських офіцерів, литовцям вдалося покинути радянську частину, втративши лише декілька бійців, і зібратися у Вільнюсі. У підсумку лише 745 солдатам 18-ї дивізія вдалося дістатися Росії. 179-й стрілецькій дивізії СРСР було наказано відступати з району Пабраде-Швенчьонеляй до Пскова. 27 червня, коли дивізія вийшла за кордони Литви, військовослужбовці литовської національності збунтувалися. Принаймні 120 із них було застрелено за різних обставин при спробі втечі. Близько 1,500-2,000 солдатів-литовців дісталися Вільнюса. Литовці сподівалися, що усі ці дезертири стануть основою нової Литовської армії, проте ці війська були реорганізовані у поліцейські батальйони і використовувались німцями для власних потреб, у тому числі і при підготовці Голокосту.

#### Інші міста
Повстання також розповсюдилося на інші міста, невеликі містечка та села Литви. Рівень активності повстанців дуже відрізнявся в залежності від району Литви. Повстання було погано організоване, часто спонтанне та хаотичне. Люди вливалися до лав повстанців навіть не зважаючи на те, що нічого не чули про діяльність ФЛА та організованого спротиву литовців у Каунасі. У більшості випадків повстанці діяли за вільнюським і каунаським сценаріями: брали під свій контроль важливі споруди і охороняли інші стратегічні об'єкти, арештовували комуністів, звільняли політичних в'язнів, підіймали литовські прапори. Всюди відчувалася нестача зброї та амуніції: основним шляхом отримання зброї було роззброєння полонених радянських військ. Найактивніше повстанці діяли в районах Швянченіса, Мажейкяя, Паневежиса та Утени.

## Підрахунок втрат
В період радянської післявоєнної окупації повстанці переслідувалися, а тема повстання 1941 року піддавалася цензурі. Спогади та дослідження, опубліковані переважно литовськими емігрантами в США подавали перевищені дані щодо кількості учасників повстання: 90,000-113,000 активістів та 2,000-3,000 жертв. Після відновлення незалежності Литви у 1990 році стали доступними для вивчення оприлюднені архівні документи, згідно з якими число повстанців становило 16,000-20,000, а загиблих з литовської сторони — 600. Більшість повстанців були молодими чоловіками віком від 18 до 25 років. Втрати радянських військ склали 5000 військових загиблими.